# Dustin Corea
Dustin Clifman Corea Garay (ur. 21 marca 1992 w Los Angeles) – salwadorski piłkarz pochodzenia nikaraguańskiego z obywatelstwem amerykańskim występujący na pozycji lewego skrzydłowego, reprezentant Salwadoru, od 2023 roku zawodnik FAS.
Jego ojciec pochodzi z Salwadoru, zaś matka z Nikaragui.